# Gujarat Titans
A Gujarat Titans (nevének jelentése: „gudzsaráti titánok”, gudzsaráti nyelven: ગુજરાત ટાઇટન્સ) a legnagyobb indiai Húsz20-as krikettbajnokság, az Indian Premier League egyik résztvevő csapata. Otthona Gudzsarát állam legnagyobb városa, Ahmadábád, hazai pályája a Narendra Modi Stadion.

## Története
Ahmadábád 2016-ban és 2017-ben már adott otthont egy IPL-csapatnak, a Gujarat Lionsnak, ám ez 2017-ben megszűnt. 2021-ben a bajnokság szervezői bejelentették, hogy az addig 8 csapattal működő IPL 2022-től tízcsapatosra bővül. Kijelöltek hat nagyvárost, ahol még nem működött IPL-klub: Lakhnaut, Ahmadábádot, Kattakot, Ráncsít, Dharamszalát és Gauhátit, amelyekre pályázatokat lehetett benyújtani, és kihirdették, hogy az a két város nyer, amelyik kettőre a legmagasabb értékű ajánlatot teszik (úgy, hogy egy városban két győztes nem lehetséges). Az eredményhirdetésre 2021. október 25-én került sor: ekkor derült ki, hogy a legmagasabb ajánlattal nyerő Lakhnau után a második helyen a CVC Capital Partners ahmadábádi pályázata végzett, így ebben a városban jött létre a második új IPL-csapat. Az 56 milliárd rúpiás ajánlat nemcsak a mostani pályázaton, de az IPL történetében is a második legmagasabb értékű volt.
Az addig név nélküli klub 2022 februárjának elején kapta meg a Gujarat Titans nevet (bár korábban széles körben elterjedt egy olyan álhír, miszerint Ahmedabas Titans lesz a nevük). Nem sokkal később (az indiai sportklubok közül elsőként a közösségi médiában) bemutatták logójukat is, amely egy sötétkék és arany színű háromszöget ábrázol, benne a Gujarat Titans felirattal és egy fehér, vízszintes villámhoz hasonló vonallal.
Edzőjük az indiai Ásís Nehra lett, a klubigazgató pedig Vikram Solanki. A 2022-es szezont megelőző játékosárverés előtt, mint új csapatnak, lehetőségük volt három játékost januárban, előzetesen megvásárolni: ez a három játékos a világhírű afgán dobó, Rásid Hán, az indiai mindenes, Hárdik Pándja (aki a kapitányuk is lett) és a szintén indiai ütős, Subman Gil volt. Első szezonjuk rendkívül jól sikerült: az alapszakasz élén végeztek, ezután döntőbe jutottak és meg is nyerték azt.

## Eredményei az IPL-ben
| Év   | Alapszakasz-helyezés | Eredmény a rájátszásban |
| ---- | -------------------- | ----------------------- |
| 2022 | 1. hely              | Bajnok                  |
| 2023 | 1. hely              | 2. hely                 |
| 2024 | 8. hely              |                         |
| 2025 | 3. hely              | 4. hely                 |